# نیکولای روبنیکف
نیکولای نیکولایوویچ روبنیکف (روسی: Никола́й Никола́евич Ры́бников؛ ‏ روسی: Никола́й Никола́евич Ры́бников؛ ‏ ۱۳ دسامبر ۱۹۳۰ – ۲۲ اکتبر ۱۹۹۰) بازیگر اهل اتحاد جماهیر شوروی بود.وی در سال ۱۹۸۱ هنرمند مردمی جمهوری شوروی فدراتیو سوسیالیستی روسیه شد.
از فیلم‌ها یا برنامه‌های تلویزیونی که وی در آن نقش داشته است می‌توان به جنگ و صلح و دختران اشاره کرد.